# Raphionacme arabica
Raphionacme arabica là một loài thực vật có hoa trong họ La bố ma. Loài này được A.G.Mill. & Biagi miêu tả khoa học đầu tiên năm 1988.